# دوري منطقة القاهرة 1927–28
دوري منطقة القاهرة 1927–28 هي النسخة السادسة من بطولة دوري منطقة القاهرة. لُعبت البطولة بين عامي 1927 و1928، وفاز بها النادي الأهلي؛ ليفوز بالبطولة للمرة الثالثة في تاريخه.